# Pseudomops brunneri
Pseudomops brunneri es una especie de cucaracha del género Pseudomops, familia Ectobiidae. Fue descrita científicamente por Saussure en 1869.
Habita en Guyana, Surinam, Brasil y Bolivia.